# Рангон (село)
Рангон (тадж. Рангон) — село в районе Рудаки Республики Таджикистан. Входит в состав джамоата (сельской общины) Чоргултеппа.
Находится на расстоянии 13 км от районного центра (пгт. Сомониён).
Население — 876 чел. (2017).